# Som Alternativa
Som Alternativa és un partit polític català, sobiranista i d'esquerres, creat per antics membres destacats de Podem Catalunya com Albano-Dante Fachín, Àngels Martínez Castells o Marta Sibina, disconformes amb la direcció i l'estratègia del partit.
Es va presentar inicialment com a plataforma política el 12 de novembre del 2017 a la Nau Bostik de la ciutat de Barcelona a través d'un manifest. El juliol del 2018, es va registrar com a partit polític, en l'objectiu de presentar-se a les municipals i teixir aliances amb altres forces progressistes i sobiranistes. A data de la presentació del partit, tenia assamblees actives a diversos municipis del territori català municipis com Figueres, Lloret de Mar, Mataró, Riba-roja d'Ebre, Sant Esteve Sesrovires, Barcelona, Olesa de Montserrat, Blanes, Girona, Lleida o Tarragona.

## Eleccions generals espanyoles del 2019
El febrer del 2019 tan Som Alternativa va anunciar la seva intenció de presentar-se a les eleccions al congrés espanyol amb altres formacions d'esquerra rupturista. Finalment el 14 de març es va arribar a un acord entre Pirates de Catalunya, i Poble Lliure per tal de concórrer plegats a les eleccions. Aquesta candidatura, anomenada Front Republicà, es presentà en una roda de premsa el 15 de març.